# جراحی پلاستیک (مجموعه تلویزیونی)
جراحی پلاستیک (انگلیسی: Nip/Tuck) نام یک مجموعه تلویزیونی آمریکایی است که از ۱۸ ژوئیه ۲۰۰۳ تا ۳ مارس ۲۰۱۰ از شبکه تلویزیونی «اف‌ایکس» پخش شد.
خالق این درام پزشکی، رایان مورفی است و موضوع آن دربارهٔ یک مرکزِ جراحیِ پلاستیک پیشرفته به نام «مکنامارا-تروی» و دو جراح پلاستیک گردانندهٔ آن «دکتر شان مک‌نامارا» و «دکتر کریستین تروی» است. در هر قسمت، ضمن به تصویر کشیدن یک یا دو جراحی پلاستیکِ پر متقاضی، نظیر «بزرگ کردن پستان‌ها»، «واژینوپلاستی» و نیز درمان برخی بیماری‌های پوستی، زندگی خصوصی و مسائل و درگیری‌های شخصی و شغلیِ دو جراحِ گردانندهٔ این مرکز، بازگو می‌شود.
این مجموعهٔ تلویزیونیِ ۱۰۰ قسمتی، نامزدِ دریافتِ ۴۵ جایزهٔ گوناگون بوده که از این میان، برندهٔ جوایزی همچون «جایزه گلدن گلوب» و «جایزه امی» شد و بجز آمریکا، در ۷۲ کشور جهان نیز از تلویزیون پخش شد.
در نخستین فصلِ نمایش، این مجموعهٔ تلویزیونی، پُرامتیازترین سریال تلویزیون کابلی و نیز محبوب‌ترین سریال در میان گروه‌های سنی ۱۸ تا ۴۹ و ۲۵ تا ۵۴ سال بود. بنا به گفتهٔ رایان مورفی (خالق آن)، تمام بیماری‌های مطرح‌شده در این سریال، بر اساس پرونده‌های واقعی پزشکی بوده است.
لازم است ذکر شود، عنوانِ این سریال (Nip/Tuck)، برگرفته از نامِ نوعی روشِ جراحیِ پلاستیک و ترمیمی است که در آن، پوستِ صورت در نزدیکی خط رویش مو، برش داده شده و سپس کشیده می‌شود تا چروک‌ها، خطوط پیری و افتادگی آن برطرف گردد و در فارسی به آن «پوست‌کِشی» می‌گویند. این عبارت همچنین در اصطلاح به هر گونه جراحی پلاستیک و زیبایی گفته می‌شود.

## بازیگران و نقش‌ها

### بازیگران اصلی
| نقش               | بازیگر         | توضیحات                                                     |
| ----------------- | -------------- | ----------------------------------------------------------- |
| دکتر شان مک‌نامارا | دیلن والش      | تمام فصول                                                   |
| دکتر کریستین تروی | جولین مک‌مان    | تمام فصول                                                   |
| جولیا مک‌نامارا    | جولی ریچاردسون | تمام فصول                                                   |
| مَت مک‌نامارا       | جان هنسلی      | تمام فصول                                                   |
| گریس سانتیاگو     | ولری کروز      | فصل اول سریال                                               |
| لیز کروز          | روما مافیا     | فصل ۲ تا ۶ (فصل ۱، حضور دوره‌ای)                             |
| کیمبر هنری        | کلی کلارسون    | فصل ۳ تا ۶ (فصول ۱ تا ۲، حضور دوره‌ای)                       |
| جینا روسو         | جسلین گیلسیگ   | فصل ۳ (فصول ۱ تا ۲، حضور دوره‌ای؛ فصول ۴ تا ۵، بازیگر مهمان) |
| کوئنتین کوستا     | برونو کامپس    | فصل ۳ (فصل ۲، بازیگر مهمان)                                 |

### نقش‌های مکمل مهم
| نقش          | بازیگر              | توضیحات                       |
| ------------ | ------------------- | ----------------------------- |
| آنی مک‌نامارا | کلسی بـِـیت‌لان       | تمام فصول (حضور دوره‌ای)       |
| ویلبر تروی   | جاشوآ و جوسایا هنری | فصول ۲ و ۴ تا ۶ (حضور دوره‌ای) |
| پرستار لیندا | لیندا کلاین         | تمام فصول (حضور دوره‌ای)       |

### نقش‌های فرعی مهم
| نقش                   | بازیگر        | توضیحات                                                 |
| --------------------- | ------------- | ------------------------------------------------------- |
| اسکوبار گایاردو       | رابرت لاساردو | (فصول ۱ و ۴، حضور دوره‌ای؛ فصل‌های ۲، ۵ و ۶ بازیگر مهمان) |
| خانم هدا گروبمَن       | روث ویلیامسون | (فصل ۱، حضور دوره‌ای؛ فصل‌های ۲ و ۴ بازیگر مهمان)         |
| دکتر مریل بابولیت     | جوئی اسلاتنیک | (فصل ۱، حضور دوره‌ای؛ فصول ۲ و ۴، بازیگر مهمان)          |
| جود سویر              | فیلیپ ریس     | (فصل ۱، حضور دوره‌ای؛ فصول ۲ تا ۳، بازیگر مهمان)         |
| مگان اُهارا            | جولی وارنر    | (فصل ۱، حضور دوره‌ای؛ فصول ۲ و ۴، بازیگر مهمان)          |
| دکتر اریکا ناتون      | ونسا ردگریو   | (فصول ۲ تا ۳، حضور دوره‌ای؛ فصل ۶، بازیگر مهمان)         |
| اِیوا مور              | فامکه یانسن   | (فصل ۲، حضور دوره‌ای؛ فصول ۳ و ۶، بازیگر مهمان)          |
| آدریان مور            | ست گابل       | (فصل ۲، حضور دوره‌ای)                                    |
| کیت مک‌گرا             | رونا میترا    | (فصل ۳، حضور دوره‌ای)                                    |
| آریل آلدرمن           | بریتنی اسنو   | (فصل ۳، حضور دوره‌ای)                                    |
| میشل لاندا            | سنا لیثن      | (فصل ۴، حضور دوره‌ای)                                    |
| جیمز لِبو              | جکلین بیسیت   | (فصل ۴، حضور دوره‌ای)                                    |
| مارلو سویر            | پیتر دینکلیج  | (فصل ۴، حضور دوره‌ای)                                    |
| داون باج              | روزی اودانل   | (فصول ۴ تا ۵، حضور دوره‌ای)                              |
| دکتر مایک هامونی      | ماریو لوپز    | (فصول ۴ تا ۶، حضور دوره‌ای)                              |
| کیت تینسلی            | پائولا مارشال | (فصل ۵، حضور دوره‌ای)                                    |
| اِیدِن استون            | بردلی کوپر    | (فصل ۵، حضور دوره‌ای)                                    |
| اُلیویا لُرد            | پورشا دی راسی | (فصل ۵، حضور دوره‌ای)                                    |
| ایدن لُرد              | آنالین مک‌کرد  | (فصل ۵، حضور دوره‌ای)                                    |
| کالین راس             | شارون گلس     | (فصل ۵، حضور دوره‌ای)                                    |
| رَم پیترز              | جان اشنایدر   | (فصل ۵، حضور دوره‌ای)                                    |
| دکتر تئودور "تری" روء | کتی سکف       | (فصل ۵، حضور دوره‌ای)                                    |
| دکتر تئودور "تری" روء | رز مک‌گوآن     | (فصل ۶، حضور دوره‌ای)                                    |
| دکتر کرتیس رایرسون    | جورج نیوبرن   | (فصل ۶، حضور دوره‌ای)                                    |
| رامونا پـِرِز           | ملونی دیاز    | (فصل ۶، حضور دوره‌ای)                                    |